# Rose Mooney
Rose Mooney, née en 1740, est une harpiste irlandaise itinérante du XVIIIe siècle, à une époque où la tradition des musiciens itinérants s'estompait.

## Jeunesse
Rose Mooney provient d'un milieu pauvre du comté de Meath. Comme beaucoup de harpistes de l'époque, elle était aveugle. Elle apprend à jouer de la harpe avec Thady Elliott. Avec sa servante Mary comme compagne, elle voyage en Irlande afin de participer à différentes compétitions pour harpistes.

## Festivals de harpe

### Festival de harpe de Granard
Les mémoires du harpiste Arthur O'Neill (en) contiennent des récits de l'expérience de Mooney aux Festivals de Granard. Elle est la seule femme à participer au festival de 1781 où elle obtient la troisième place et reçoit un prix de cinq guinées pour son interprétation de Planxty Burke. Elle se classe en troisième place aux deuxième et troisième festivals de Granard en 1782 et 1783 et reçoit cette fois une récompense de quatre guinées. Elle participe aux deux derniers festivals de 1784 et 1785, mais on ignore son classement. Dès le deuxième festival, elle n'était plus la seule concurrente féminine, Catherine Martin y ayant également participé.

### Festival de harpe de Belfast
En 1792, Henry Joy McCracken et James McDonnel, membres fondateurs de la Belfast Reading Society, ont invité la Harpers Assembly in Belfast à faire revivre l'ancienne tradition de la harpe. Le Belfast Harp Festival s'est déroulé du 11 au 14 juillet 1792. Mooney, alors âgé de 52 ans, y participe et répète en public avec le reste des harpistes jusqu'au spectacle final sous la présidence de quinze juges. Edward Bunting assiste au festival pour transcrire la musique de harpe dans un manuscrit afin de la préserver. Le résultat de la participation de Mooney au festival est inconnu, car il semble que les juges n’ont attribué que les première et deuxième places.
Selon Arthur O'Neill, Mooney « ... a gagé sa harpe, son jupon et son manteau ». Il a fait cette déclaration pour dénoncer la femme de ménage de Mooney, Mary, qui semble avoir profité de la cécité de sa maîtresse pour mettre en gage ses biens et s'acheter de l'alcool. Mary a conduit Mooney dans des établissements miteux qui étaient « inséparables pour les pauvres harpistes aveugles »

## Mort
La date et les circonstances de la mort de Mooney ne sont pas claires. Selon O'Neill, elle serait morte « victime de la boisson » lors de l'invasion française de Killala en 1798. Cependant, Edward Bunting note que Planxty Charles Coot de Carolan est de « Rose Mooney la harpiste, en 1800 ».